# المحاكم العالمية للمرأة
المحاكم العالمية للمرأة هي جلسات استماع عامة توفر منتدى للنقاش للآتي أُستبعدن بسبب التقاليد من الإجراءات السياسية والقانونية الرسمية. فهي تعمل بشكل منظم وتناقش مواضيع معينة ذات صلة بالدولة المستضيفة، تُسلط هذه التحقيقات العامة غير الرسمية الضوء على الظلم الذي تواجهه المرأة. تتضمن هذه المحاكم شهادات من الخبرات الشخصية، تحليلات لعلماء وناشطين، وتبادل للمهارات وتخطيط استراتيجي. من خلال هذا كله تهدف المحاكم العالمية إلى التعليم ورفع الوعي، تسجيل الظلم والانتهاكات للحقوق الإنسانية، إعطاء الصوت للنساء المهمشات وتنمية رؤى وخطط بديلة للمستقبل.

## نظرة عامة
المحاكم العالمية للمرأة هي عمليات رمزية تُجري تحقيقات عامة غير رسمية في الجرائم ضد النساء، تتضمن هذه الجرائم انتهاك حقوقهم الإنسانية الأساسية. الوظيفة الرئيسية لجلسات الاستماع هذه هي إتاحة الفرصة للمشاركين أن يقوموا بربط التجارب التي لا يتم نشرها على نطاق واسع من قبل مصادر وسائل الإعلام التقليدية والحيز العام. تهدف إلى تحدي الخطاب العام المُهيمن بالإشارة إلى التناقضات بين مبادئ حقوق الإنسان وخبرات المرأة. وتتمثل الوظيفة الثانوية في شهادة الشهود لتوفير مورد للحركات الاجتماعية والحركات السياسية العاملة من أجل العدالة الاجتماعية وتحرير المرأة، التي تسعى إلى مساءلة الحكومات القوية والكيانات الأخرى عن معايير حقوق الإنسان والقانون الدولي وتحويل النموذج السائد للسياسة."
أُلهمت كورتين كومار بفكرة المحاكم العالمية للمرأة وروجت لها، وهي قائدة ناشطة في منظمة غير حكومية وجماعة مناصرة حقوق الإنسان في تونس، وهي التالير إنترناشيونال. في الدول التي يعقد فيها تلك المحاكم، فإن الهدف من ذلك هو مساءلة حكوماتهم أمام القانون الدولي والأخلاقيات الإنسانية. بالرغم أن هذه المحاكم تفتقر إلى الشرعية السياسية، فإنها يمكن أن تساعد في تقويض القبول الشعبي للسلطة الحكومية التي تقوم على النظام الأبوي، من خلال الإشارة إلى إخفاقات القوانين الرسمية لحماية المرأة. وبهذا المعنى، تهدف إلى زيادة السيادة الشعبية ونزع الشرعية عن المؤسسات والبيروقراطية والفئات الاجتماعية الأخرى التي يُعتقد أنها غير كافية في معاقبة الأشخاص الذين ينتهكون الأخلاق والمعايير الاجتماعية، إن لم يكن أيضًا القوانين الرسمية، التي تحكم المجتمع. إنهم يتحدون المفهوم التقليدي للسلطة وحاملي السلطة؛ وفقًا لما قالته كومار، "الخروج من العقلية الأبوية يعني رفض التعريف أحادي الأبعاد للسلطة، والسعي إلى إعادة تعريف السلطة ونقلها، لاكتشاف مفهوم بديل للسلطة، لإيجاد أنماط جديدة من القوة.
هناك العديد من التحيزات الجنسانية في المحاكم وخاصة ضد النساء. يمكن حرمان المرأة من المساواة أمام القضاء، المساواة في المعاملة، تكافؤ الفرص (الميناء). لقد أقرت النساء قوانين لحمايتهن من العنف. استغرق الأمر سنوات عديدة للسماح لهم في الواقع للاعتراف بالنساء كضحايا للملاحقة أو التحرش الجنسي. صدرت مؤخراً قوانين لحماية هؤلاء الضحايا. لقد عانت العديد من النساء وعايشن مع العنف المنزلي الذي تعرضن له ولم يصدقهن أحد. الآن المجتمع يعترف أخيراً بالعنف ضد المرأة أكثر من أي وقت مضى. على الرغم من أن النساء ما زلن محبوسات مقارنة بالرجال في مواقف أو وظائف معينة، فقد تطور العالم لتحسين فهم أن النساء قويات كما الرجال.